# Effa Manley
Effa Louise Manley (née le 27 mars 1897 à Philadelphie, Pennsylvanie et morte le 16 avril 1981 à Los Angeles, Californie) est une femme d'affaires, dirigeante de baseball, philanthrope et militante du mouvement afro-américain des droits civiques aux États-Unis.
Elle est copropriétaire de 1935 à 1946 puis seule propriétaire jusqu'en 1948 des Eagles de Newark de la Ligue des Noirs (Negro League).
Elle est en 2006, vingt-cinq ans après sa mort, la première femme élue au Temple de la renommée du baseball.

## Biographie
Née à Philadelphie, Effa Brooks est élevée par une mère blanche et un père noir. Ses origines ethniques sont inconnues. Il est spéculé que ses deux parents étaient caucasiens mais était souvent crue Afro-américaine, son père adoptif étant confondu pour son père biologique. Elle-même entretient plus tard cette confusion. Elle relate par exemple son amusement d'avoir magasiné chez Tiffany's à New York sa bague de fiancailles, accompagnée par son futur époux, un Afro-Américain, ce qui choqua les vendeuses peu habituées aux unions interraciales.
En 1935, Effa Brooks épouse Abe Manley, un entrepreneur immobilier rencontré à un match de baseball des Yankees de New York.

### Eagles de Newark
En 1935, Abe Manley se porte acquéreur des Eagles de Brooklyn, une équipe de baseball de la Ligue des Noirs (Negro League), avec l'intention de la déménager à Newark, dans le New Jersey.
Copropriétaire, Effa Manley assume rapidement la supervision de la plupart des activités du club, dont elle est notamment trésorière. Responsable de la promotion et du marketing, elle s'avère particulièrement douée et les Eagles de Newark s'installent en grande pompe dans leur nouveau domicile en 1935. Le premier match est un événement couru auquel assistent, grâce aux efforts d'Effa, de nombreuses personnalités, dont le juge Charles C. Lockwood de la Cour suprême de New York, et le maire Fiorello LaGuardia, qui effectue le lancer protocolaire.
Sur le plan sportif, l'une des plus grandes réussites des Eagles de Neward de l'ère Manley est la victoire en Série mondiale des Ligues de Noirs (Negro League World Series) en 1946 sur les Monarchs de Kansas City. Don Newcombe et Monte Irvin sont parmi les joueurs des Eagles qui évoluent plus tard dans les Ligues majeures, tout comme Larry Doby, le premier Afro-Américain à jouer (en 1947) pour un club de la Ligue américaine.

### Activités philanthropiques et activisme
Effa Manley est reconnue pour sa défense des droits des Afro-Américains, que la ségrégation raciale empêche d'évoluer dans la Ligue majeure de baseball et qui subissent même dans les Negro Leagues un traitement inférieur aux professionnels blancs. À travers les Ligues de Noirs, le club de Newark est reconnu pour offrir des salaires plus élevés et de meilleures conditions de travail. Effa Manley acquiert notamment un autocar Flxible Clipper climatisé pour les déplacements des joueurs, une dépense de 15 000 dollars jugée à l'époque extravagante. Elle organise aussi au stade des Eagles, le Ruppert Stadium, des promotions célébrant le mouvement des droits civiques.
Trésorière de la National Association for the Advancement of Colored People, un mouvement de droits civiques pour l'émancipation des « gens de couleur », elle organise en 1939 à Ruppert Stadium une promotion nommée Anti-Lynching Day, ou « Journée anti-lynchage ».
Elle est aussi bien visible dans sa communauté et organise un mouvements de boycott Don't Buy Where You Can't Work (« N'achetez pas où vous ne pouvez travailler »). C'est ainsi qu'en 1934 un boycott du magasin Blumstein's (Blumstein's Department Store) de Harlem force la main des propriétaires, qui acceptent d'engager des vendeurs Afro-Américains, et qu'à la fin de 1935, quelque 300 commerces de la 125e rue ont changé leur politique et emploient des Afro-Américains.
Au New Jersey, le Booker T. Washington Community Hospital ouvre en grande partie grâce aux sommes d'argent récoltées lors des matchs des Eagles de Newark. Cet établissement sert à former de nombreuses infirmières, à une époque où il était souvent interdit aux Afro-Américains de pratiquer la médecine. Effa Manley organise également des levées de fonds pour l'Ordre des Elks, groupe important dans la vie communautaire afro-américaine locale.
Effa Manley supporte aussi financièrement les joueurs et anciens joueurs des Eagles : elle accorde un prêt à Monte Irvin pour l'achat d'une maison et, avec son époux Abe, subventionne les ligues hivernales de baseball à Porto Rico, offrant ainsi aux joueurs des occasions de travailler et de toucher un salaire entre deux saisons de Negro League.
En plus de militer pour un meilleur traitement des joueurs de Negro Leagues, Effa Manley est critique de Branch Rickey, le propriétaire des Dodgers de Brooklyn qui engage Jackie Robinson, le premier Afro-Américain à contourner l'interdit de la ségrégation raciale et à jouer dans la Ligue majeure de baseball en 1947. Lorsque Robinson est mis sous contrat par les Dodgers en 1945, elle admoneste les partisans de ce geste, qu'elle considère surtout motivé par les intérêts mercantiles de Rickey. Lorsque Robinson se risque publiquement quelques années plus tard à envisager l'éventuelle dissolution des Negro Leagues, elle dénonce ses propos et lui rappelle de ne pas oublier les ligues dont il est issu. Manley milite également pour que les clubs des Ligues de Noirs soient compensés financièrement pour la perte de leurs joueurs, à qui s'ouvrent les portes du baseball majeur.
En 1981, la santé d'Effa Manley, qui approche les 84 ans, se détériore et elle est hébergée dans une maison de retraite tenue par Quincy Trouppe, un ancien boxeur et ancien joueur de baseball étoile des Negro Leagues. Elle meurt dans un hôpital de Los Angeles à la suite d'une crise cardiaque le 16 avril 1981 à l'âge de 84 ans, et repose dans un cimetière de Culver City, en Californie.
En février 2006, Effa Manley est à titre posthume intronisée au Temple de la renommée du baseball. Elle est ainsi la première femme à recevoir pareil honneur.